# Шергова Ксенія Олександрівна
Ксенія Олександрівна Шергова (* 27 квітня 1952, Москва, Російська РФСР) — радянський і російський кінорежисер-документаліст.

## Життєпис
Народилась в сім'ї О. Я. Юровського, професора МДУ, та Г. М. Шергової, кінодраматурга, письменниці.
У 1974 році закінчила режисерський факультет ВДІКу (відділення режисури документального кіно і телефільму).
З 1974 по 1976 рік і з 1989 по 1992 рік працювала режисером документальних фільмів і телепрограм в Агентстві друку «Новини». В 1976–1989 роках — режисер Студії документальних фільмів Творчого об'єднання «Екран». З 1992 року співпрацює з телебаченням BBC, агентством Reuters, різними телеканалами.
З 1998 року викладає у ВДІКу та інших вузах, з 2008 завідує кафедрою режисури Інституту підвищення кваліфікації працівників радіо і телебачення («Академія медіаіндустрії»). Кандидат мистецтвознавства, доцент. Режисер більше 50 документальних фільмів для телебачення. Володар призів міжнародних і російських фестивалів. Член Спілки кінематографістів Росії. Член Академії Російського телебачення, Міжнародної академії ТБ і РМ.
У березні 2014 року підписала лист «Ми з Вами!» на підтримку України.